# Al-A'sha
Maymun Ibn Qays Al-A'shā (în arabă: اَلأَعْشَى) (c. 570 - 629) a fost un poet arab.

## Opera
Scrierile sale cuprind mai ales poezii preislamice bahice și erotice.
Sunt evocate vestigii arheologice, ritmul și imaginile sunt interesante și viguroase.